# Pengotan
Pengotan is een bestuurslaag in het regentschap Bangli van de provincie Bali, Indonesië. Pengotan telt 3789 inwoners (volkstelling 2010).